# Elección presidencial de Alemania Occidental de 1979
El 23 de mayo de 1979, fue elegido quinto presidente federal de Alemania Karl Carstens, por la Asamblea Federal.
Carstens había sido un antiguo miembro del NSDAP bastante controvertido. Después de que la CDU y la CSU  anunciaron con su clara mayoría absoluta de 531 escaños en la Asamblea Federal el 6 de marzo de 1979 su nominación como candidato, el entonces presidente Walter Scheel declinó presentarse a la reelección. El SPD (que contaba con 438 escaños), nominó a la expresidenta del Bundestag Annemarie Renger. Esta fue la primera vez que se presentó una candidata mujer en las elecciones.
Carstens triunfó en la primera votación con 528 votos contra 431 votos a favor de Ranger y 72 abstenciones. Las abstenciones provinieron principalmente de los 66 miembros del FDP, que habían decidido no optar por ninguno de los dos candidatos.
El día de las elecciones, el 23 de mayo de 1979, fue el trigésimo aniversario de la promulgación de la Ley Fundamental, y las siguientes elecciones presidenciales también tuvieron lugar el 23 de mayo, convirtiéndose en una costumbre desde entonces. Sólo después de la sorpresiva renuncia del presidente de Alemania, Horst Köhler el 31 de mayo de 2010, se estableció la excepción y la elección de su sucesor, en conformidad con el artículo 54 párrafo 4 de la Constitución, debió llevarse a cabo a más tardar treinta días después, el 30 de junio de 2010.
La elección presidencial de 1979 se llevó a cabo en Bonn.

## Composición de la Asamblea Federal[1]
El Presidente es elegido por la Asamblea Federal integrada por todos los miembros del Bundestag y un número igual de delegados en representación de los estados. Estos se dividen proporcionalmente según la población de cada estado, y la delegación de cada estado se divide entre los partidos políticos representados en su parlamento a fin de reflejar las proporciones partidistas en el parlamento.
| Por Partido                 | Por Partido    | Por Partido | Por Estado        | Por Estado |
| Partido                     | Partido        | Miembros    | Estado            | Miembros   |
| --------------------------- | -------------- | ----------- | ----------------- | ---------- |
|                             | CDU/CSU        | 531         | Bundestag         | 518        |
|                             | SPD            | 438         | Baden-Württemberg | 75         |
|                             | FDP            | 66          | Baviera           | 92         |
|                             | Independientes | 1           | Berlín            | 16         |
| Total                       | Total          | 1036        | Bremen            | 6          |
|                             |                |             | Hamburg           | 14         |
| Hesse                       | 46             |             |                   |            |
| Baja Sajonia                | 63             |             |                   |            |
| Renania del Norte-Westfalia | 143            |             |                   |            |
| Renania-Palatinado          | 31             |             |                   |            |
| Saarland                    | 9              |             |                   |            |
| Schleswig-Holstein          | 23             |             |                   |            |
| Total                       | 1036           |             |                   |            |

## Resultados[2]
| Candidato                                                                       | Apoyo político              | Votos | %    |
| ------------------------------------------------------------------------------- | --------------------------- | ----- | ---- |
| Karl Carstens                                                                   | CDU/CSU                     | 528   | 51.0 |
| Annemarie Renger                                                                | SPD                         | 431   | 41.6 |
| Votos en blanco                                                                 | Votos en blanco             | 72    | 6.9  |
| Votos inválidos                                                                 | Votos inválidos             | 1     | 0.1  |
| Electores que no sufragaron                                                     | Electores que no sufragaron | 4     | 0.4  |
| Total                                                                           | Total                       | 1,036 | 100  |
| Con estos resultados, Karl Carstens fue elegido Presidente Federal de Alemania. |                             |       |      |